# لنگانو
لنگانو (به لاتین: Lniano) یک روستا در لهستان است که در گمینا لنگانو واقع شده‌است. لنگانو ۱٬۲۰۰ نفر جمعیت دارد.